# Hermann Vogel (Politiker)
Hermann Vogel (* 5. Juni 1892 in Nürnberg; † nach 1945) war ein deutscher Landrat.

## Leben
Nach dem Abitur am humanistischen Gymnasium Fürth studierte Hermann Vogel Rechtswissenschaften an der Friedrich-Alexander-Universität Erlangen-Nürnberg. Nach dem Kriegsdienst absolvierte er den Vorbereitungsdienst, nachdem er die  erste juristische Staatsprüfung abgelegt hatte. 1920 folgte das große juristische Staatsexamen (früher Staatskonkurs).  Er  wurde Bezirksamtmann in Neustadt an der Aisch und kam am 13. April 1933 in gleicher Funktion zum Bezirksamt Ansbach. Zum 1. Oktober 1935 wechselte er als Bezirksamtsvorstand zum Bezirksamt Hilpoltstein, wo er das Amt bis zu seinem Weggang zum Bezirksamt Ansbach im Mai 1938 ausübte. In Ansbach führte er von Jahresbeginn 1939 an die Bezeichnung Landrat, die reichseinheitlich eingeführt wurde.  Bereits im Juli 1938 wurde er zum Bayerischen Staatsministerium des Innern abgeordnet. Dort wurde er am 1. August 1942 Regierungsdirektor und 1945 aus dem Dienst entlassen. Über seine weiteren Beschäftigungsverhältnisse gibt die Quellenlage keine Aufschlüsse.
Im März 1919 gehörte Vogel dem Freikorps Epp an, wandte sich aber später der Deutschnationalen Volkspartei zu.